# Scolex

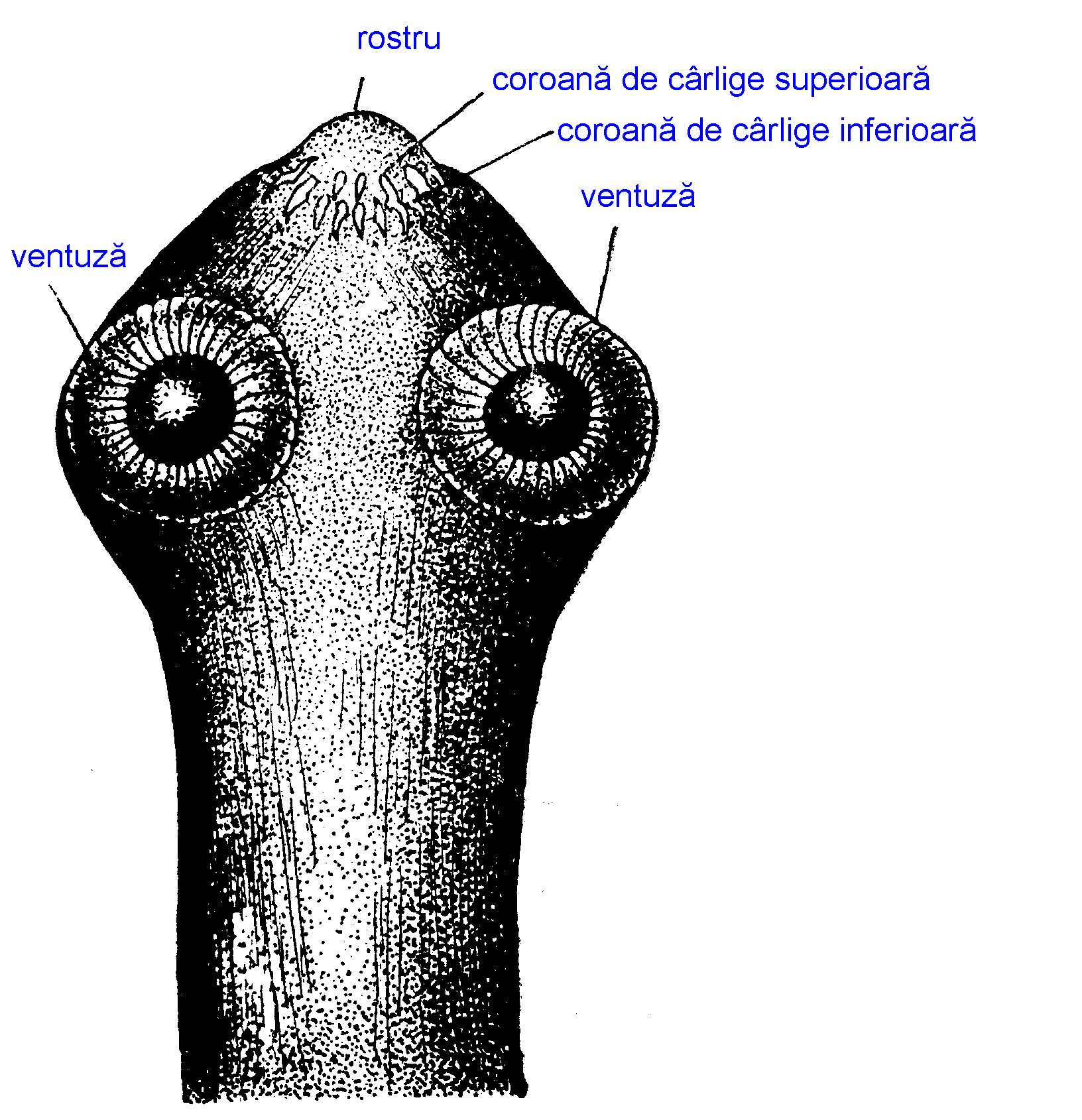
Scolexul cu "gîtul" la Taenia solium, văzut lateral

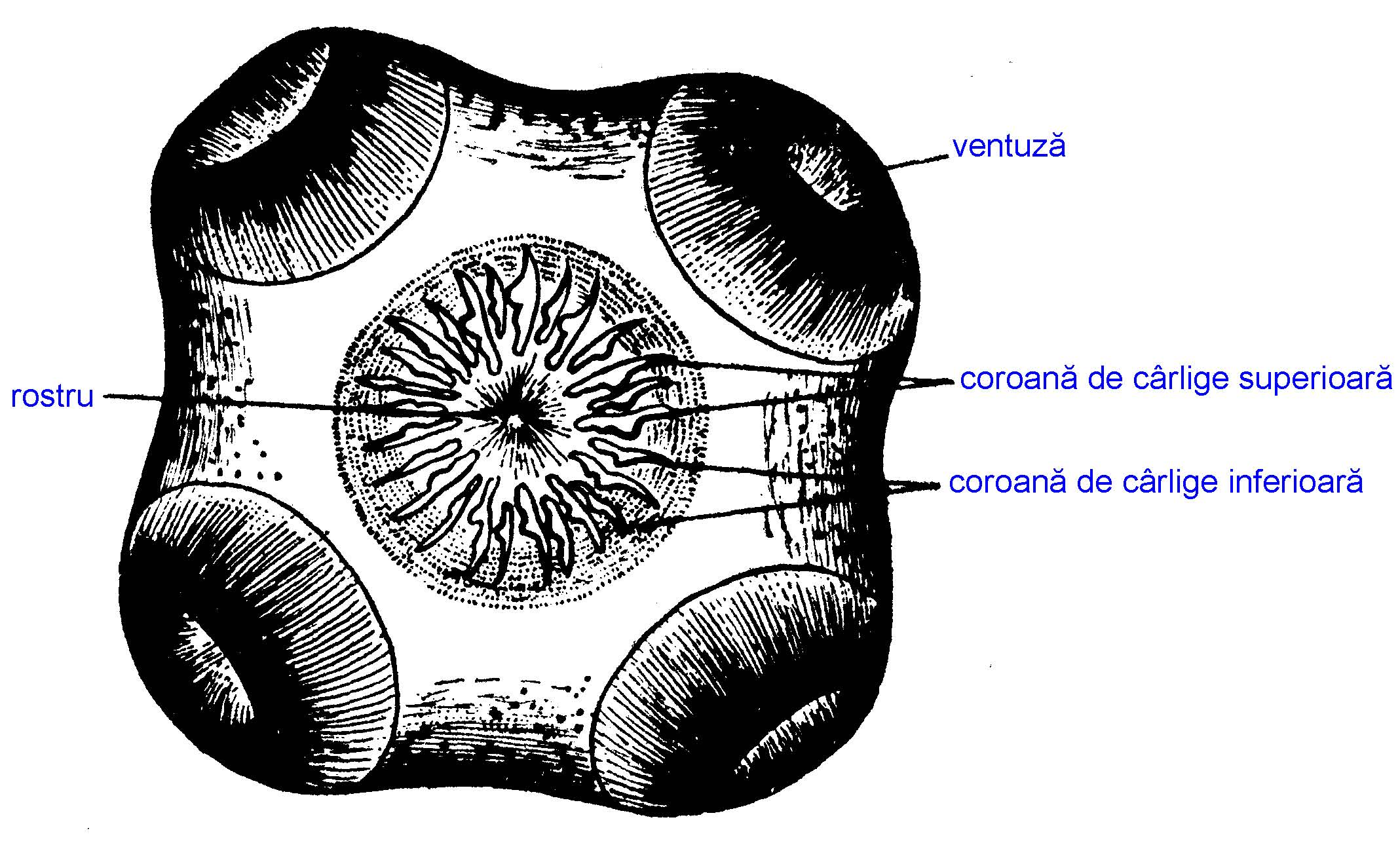
Scolexul la Taenia solium, văzut anterior

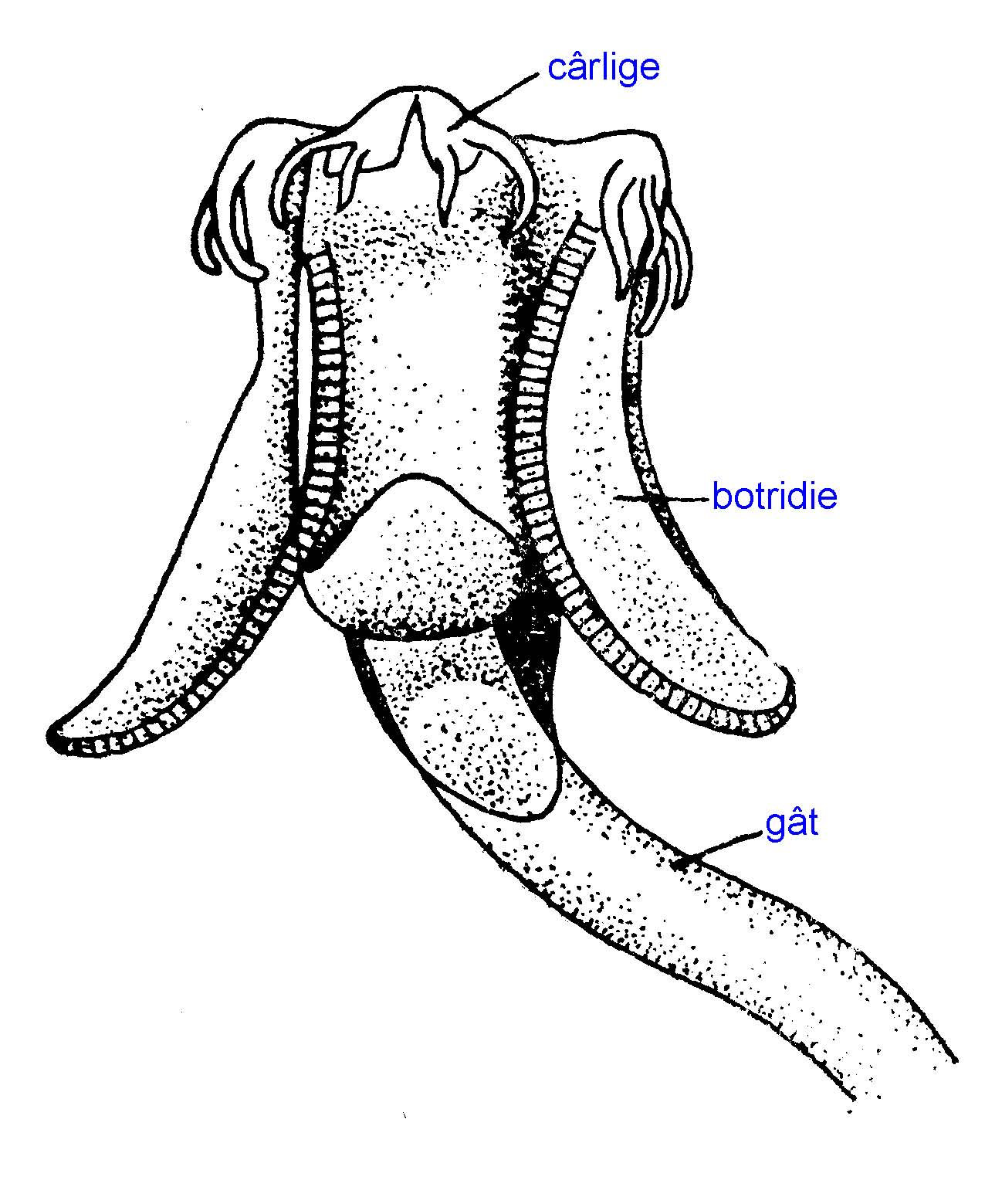
Scolex de Pedibothrium longispine

Scolexul (din greaca skolex = vierme) reprezintă partea anterioară a corpului la cestode care prezintă organe de fixare: ventuze (acetabule),  botrii, botridii și cârlige cu care acești viermi endoparaziți se fixează pe pereții intestinului. 
La cestode partea anterioară a corpului este diferențiată sub forma de cap, numită scolex. După el urmează o porțiune îngustă, nesegmentată, numită "gât", iar restul corpului, numit strobilul, este format din "segmente" numite proglote, care stau puse cap la cap, în ordine liniară. Proglotele se formează în urma scolexului, în regiunea "gâtului", care funcționează ca o zonă de creștere continuă.
La Taenia solium scolexul se vede ca o mică umflătură sub forma unei măciuci, cu diametrul de aproximativ 1 mm, după care urmează "gâtul", care este mult mai îngust. El are o proeminență anterioară accentuată numită rostru sau rostel și patru ventuze laterale dispuse la distanțe egale. La baza rostrului se află două coroane de cârlige chitinoase în formă de seceră: o coroană superioară, formată din cârlige mai mari și a doua mai spre baza rostrului, formată din cârlige mai mici în total 22—32 cârlige (mai frecvent 28). Ventuzele și cârligele sunt singurele organe cu care parazitul se fixează temporar pe peretele   intestinului.
La cele mai primitive cestode, corpul este format dintr-o singură bucată, iar scolexul poate să fie slab diferențiat sau, din contră, mult mai complicat decât la Taenia solium, cu ventuze pedunculate, cu trompe etc.